# Kicking and Screaming
Kicking and Screaming è un singolo dei Funeral for a Friend, pubblicato il 28 settembre 2008 come seconda canzone estratta da Memory and Humanity, l'album che esce di lì a poco, ad ottobre. Constant Illuminations, seconda traccia inclusa nel CD del singolo, è un'altra canzone di Memory and Humanity, mentre le altre sono b-side. La canzone è anche inclusa nella compilation Your History Is Mine: 2002-2009, in cui è l'unica canzone presente tratta da Memory and Humanity.
Scritta tra il bus e le stanze degli hotel durante il tour europeo nell'ottobre 2007, Matt l'ha definita come la canzone più innocente ed autobiografica dell'album, dato che parla dell'essere cresciuti nelle valli del Galles del Sud.

## Video
Il video, pubblicato il 27 agosto 2008 sul canale ufficiale di YouTube della band, è girato in un unico locale (il salotto di una casa), nel quale si vede la storia di una coppia in vari momenti della sua vita; dall'arrivo nella nuova casa, al matrimonio, ai litigi, ai figli, alla vecchiaia e fino alla morte del marito, con la moglie che resta sola nella casa. Il tutto è rappresentato in ordine non cronologico ed è alternato con le scene della band che suona la canzone, sempre nella stessa stanza.

## Tracce
CD
1. Kicking and Screaming – 3:25
2. Constant Illuminations – 2:56
3. Faster – 3:54

Vinile
1. Kicking and Screaming – 3:25
2. Join Us – 3:48

Download
1. Kicking and Screaming – 3:25
2. Faster – 3:54
3. Join Us – 3:48
4. Kicking and Screaming (demo) – 3:30
5. Kicking and Screaming (Ghostlines remix) – 3:49

## Formazione
- Matthew Davies-Kreye - voce
- Kris Coombs-Roberts - chitarra
- Darran Smith - chitarra
- Ryan Richards - batteria
- Gareth Davies - basso